# Levin Erich von dem Knesebeck-Milendonck
Levin Erich Freiherr von dem Knesebeck-Milendonck (* 17. Juli 1870 in Karwe; † 10. Oktober 1953 in Potsdam) war der Nachfahre eines deutschen Gutsbesitzers und Verwaltungsjurist.

## Leben
Von dem Knesebeck war ein Sohn des Rittergutsbesitzers und Landrats Erich von dem Knesebeck-Milendonck und der Helene von Ohlen und Adlerskron (* 1851), Tochter der Bert(h)a Lachmann († 1867) und des schlesischen Gutsbesitzers Eugen von Ohlen und Adlerskron. Levin studierte Rechtswissenschaften in Heidelberg, wo er wie schon sein Vater Mitglied des Corps Vandalia wurde, und in Berlin. 1893 legte er das Referendarexamen ab. 1896 schied er zunächst aus dem Staatsdienst aus und ging nach Stephansort (Deutsch-Neuguinea). Ab 1898 lebte er wieder in Berlin. 1907 wurde er Regierungsassessor, ab 1908 in Belzig, 1911 in Stolp. 1914 wurde er zum Landrat des Kreises Ruppin ernannt. 1920 trat er in den Ruhestand und zog sich teils auf den Besitz seiner Eltern, Rittergut Karwe bei Neuruppin, zurück.
Zuletzt lebte Levin mit seiner Frau Irmgard von Nostitz und Jänkendorf (1875–1962), sie hatten 1912 in Breslau geheiratet, in Potsdam. Das Ehepaar blieb ohne Nachkommen. Irmgard stammte aus einer Offiziersfamilie, der Vater war Oberst.
Besitzerin von Karwe blieb formell seine Mutter Helene, geborene von Ohlen und Adlerskron. Nach dem Gothaischen Genealogischen Taschenbuch galten seine Neffen Rittmeister Krafft von dem Knesebeck-Schwastorf (1915–1942), auch Gutsherr auf Schwastorf bei Schloen-Dratow in Mecklenburg, und der Landwirt Harro von dem Knesebeck-Schwastorf als Erben von Karwe.